# Manfred Gruber (Künstler)

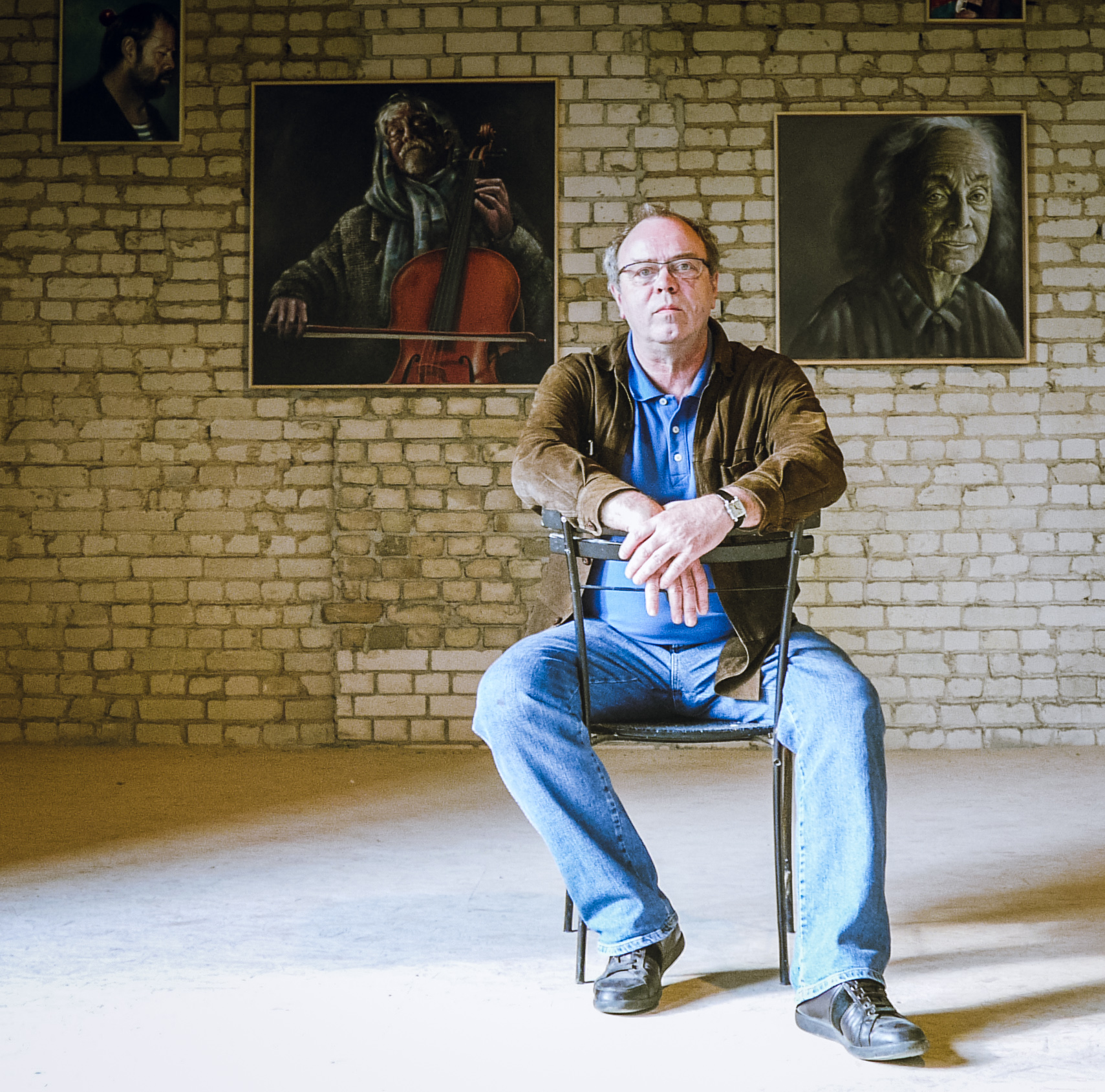
Manfred Gruber, 2010 während seiner Ausstellung in der Kulturmühle Perwenitz

Manfred Gruber (* 24. Januar 1951 in Erkshausen, einem Stadtteil von Rotenburg an der Fulda in der Nähe von Bad Hersfeld) ist ein deutscher Maler, Grafiker und Bühnenbildner.

## Leben
Gruber stammt aus einer Familie, die bereits Kirchenmaler und Restauratoren hervorgebracht hatte. Er studierte an der Kunsthochschule sowie an der Gesamthochschule Kassel, Fachbereich Kunst (beide Hochschulen gehören heute zur Universität Kassel), die Fächer Malerei, Bildhauerei und Bühnenbild. Mehrere Studienreisen führten ihn nach Florenz, wo er an seinen künstlerischen Techniken feilte und die Konstruktionsprinzipien der klassischen Bauten untersuchte.
Gruber war ab 1978 in der Nachfolge von Heinz Ludwig (1910–1977) bei den Bad Hersfelder Festspielen und ab 1987/1988 an den Staatlichen Schauspielbühnen Berlin Ausstattungsleiter und Chefbühnenbildner. Er konzipierte mehrmals die Raumgestaltung für die Bespielung der Bad Hersfelder Stiftsruine, der größten romanischen Kirchenruine der Welt, die 1636 Besuchern Platz bietet. Für das Bühnenbild von Shakespeares „Der Sturm“ (1985) spannte Gruber fluoreszierende Trevirafäden durch die Ruine.
Der deutsche Beitrag zur Weltausstellung Expo 1992 in Sevilla mit den Erlebnisstationen „Der Traum vom Fliegen“, „Entdeckungen und Erfindungen“, „Stadt und urbanes Leben“, „Natur und Umwelt“ sowie „Brandenburger Tor“ und das „Karussell der Narren, Schelme und Abenteurer“, entstand – sowohl in der künstlerischen Umsetzung wie in der Realisierung – unter Grubers Leitung als Chefbühnenbildner im „BerlinAtelier“ und vor Ort in Spanien. Für die Expo 1998 in Lissabon qualifizierte sich Manfred Gruber als „Ideengeber“ im Wettbewerb für den Deutschen Pavillon. Ebenso entwarf Gruber das Bühnenbild des „Afrika-Pavillons“ für die EXPO 2000 in Hannover.
Von 1992 bis 2009 war er als Ausstattungsdirektor des Aalto-Theaters, dem Essener Opernhaus, tätig. Als Gastbühnenbildner ist er überdies an zahlreichen Theater-, Opern- und Musicalhäusern engagiert, darunter am Theater Basel, der Komischen Oper Berlin, dem Theater des Westens in Berlin, am Landestheater Innsbruck oder am Saarländischen Staatstheater. Er arbeitete mehrfach mit dem Choreographen Richard Wherlock zusammen.
Gruber ist auch als Maler tätig. Er präsentiert seine Ölbilder, Aquarelle und Druckgrafiken seit den 1970er Jahren in Ausstellungen im In- und Ausland. Er knüpft in seinem Stil zum Teil an Maler aus der Barockzeit an.
Manfred Gruber lebt in Berlin.

## Ausstattung von Bühnenwerken
- König Lear (Bad Hersfeld 1981; Inszenierung Ernst Schröder)
- Der Mann von La Mancha (Bad Hersfeld 1982; Inszenierung: Karl Vibach)
- Don Carlos (Bad Hersfeld 1983; Inszenierung: Hans Gerd Kübel)
- Hamlet. Prinz von Dänemark (Bad Hersfeld 1984; Inszenierung: Karl Vibach)
- Der Sturm (Bad Hersfeld 1985; Inszenierung: Tom Toelle)
- Hamlet. Prinz von Dänemark (Bad Hersfeld 1985; Inszenierung: Karl Vibach & Jochen Schmidt)
- Romeo und Julia (Bad Hersfeld 1986; Inszenierung: Karl Vibach)
- Mutter Courage und ihre Kinder (Bad Hersfeld 1986; Inszenierung: Hannes Fischer)
- Die deutschen Kleinstädter (Bad Hersfeld 1986; Inszenierung: Jochen Schmidt)
- Was ihr wollt (Bad Hersfeld 1987; Inszenierung: Christian Quadflieg)
- Der Besuch der alten Dame (Bad Hersfeld 1987; Inszenierung: Günter Roth)
- Der Parasit (Bad Hersfeld 1987; Inszenierung: Jochen Schmidt)
- Spiel's nochmal, Sam (Landshut 1987; Inszenierung: Klaus Schlette); vgl. dazu „Mach’s noch einmal, Sam“
- Der Kaufmann von Venedig (Bad Hersfeld 1988; Inszenierung: Tom Toelle)
- Requiem für eine Nonne (Zürich 1988)
- Offener Brief (The Petition) (Berlin 1989; Inszenierung: Holger Berg)
- Der Drache (Rostock 1990; Inszenierung: Sylvia Richter)
- Dumpfe Stimmen - Bernard-Marie Koltès - Die Trilogie II. Teil (Berlin 1994; Inszenierung: Gert Hof)
- Lady Macbeth von Mzensk - Oper - (Essen 1995; Inszenierung: Tom Toelle)
- The Black Rider (Kassel 1996; Inszenierung: Jürgen Schwalbe)
- Simon Boccanegra (Essen 1997; Inszenierung: Tom Toelle)
- Fidelio - Oper - (Essen 1997; Szenische Einrichtung: Christian Tombeil)
- Carmina Burana - Ballett - (Essen 2000; Choreographie: Jeremy Leslie-Spikes)
- Folk-Lore - Ballett (drei Stücke) - (Berlin 2000; Choreographie: Richard Wherlock)
- Wunderbar - Ballett (zwei Stücke) - (Berlin 2000; Choreographie: Richard Wherlock)
- (No) Breathing Spaces - Ballett - (Basel 2001; Choreographie: Richard Wherlock)
- Folk-Lore - Ballett - (Basel 2001; Choreographie: Richard Wherlock)
- Mein Name ist White - Ein Abend mit Schauspiel und Tanz - (Berlin 2001; Inszenierung: Janusz Cichocki, Choreographie: Barbora Kryslová)
- Vom Geist der Weihnacht (Oberhausen 2001/2003, Berlin 2002, Köln 2002, München 2003; Inszenierungen: Jürgen Schwalbe)
- Requiem - Ballett - (Essen 2002; Choreographie: Boris Eifman)
- Mein Ithaka. Odysseus - Ballett - (Essen 2003; Choreographie: Birgit Scherzer)
- Liebe, Tod und Teufel (Düsseldorf 2003; Inszenierung: Klaus Weise)
- Kiss Me, Kate (Essen 2004; Inszenierung: Wolfgang Gruber)
- Lucia di Lammermoor (Saarbrücken 2004; Inszenierung: Matthias Kaiser)
- Das Mädchen Rosemarie (Düsseldorf 2004; Inszenierung: Dirk Witthuhn)
- Wie Ihr’s wollt - Ballett - (Essen 2005 / Welturaufführung; Choreographie: Robert North)
- Das Maß der Dinge - The Shape of Things (Berlin 2005; Inszenierung: Janusz Cichocki)
- Carmina Burana - Ballett - (Essen 2006; Choreographie: Ralf Dörnen)
- Don Giovanni - Oper - (Saarbrücken 2006; Inszenierung: Matthias Kaiser)
- Die Liebe zu den drei Orangen (Ulm 2006; Inszenierung: Igor Folwill)
- Für den am 24. November 2006 im Essener „Aalto-Theater“ erstmals vergebenen Deutschen Theaterpreis „Der Faust“ wurden Teile von Grubers Bühnenbild zu „Wie Ihr's wollt“ (Essen 2004) verwendet.
- Orfeo ed Euridice - Oper/Ballett - (Innsbruck 2007; Inszenierung/Choreographie: Birgit Scherzer)
- Feuerwerk (Musikalische Komödie) - Operette - (Essen 2007; Inszenierung: James de Groot / Paul Kribbe)
- Hoffmanns Erzählungen - Oper - (Trier 2008; Inszenierung: Birgit Scherzer)
- Cabaret (Musical) - (Bozen 2009; Inszenierung: Paul Kribbe / James de Groot)
- Warum Frauen klüger sind und Männer es nicht wahrhaben wollen - Tanzstück von Birgit Scherzer, nach Shakespeares Viel Lärm um nichts. (Gera 2010; Choreographie: Birgit Scherzer)
- Der Nussknacker - Ballett - (Essen 2014; Choreographie: Stefan Lux)
- Es war nicht die Fünfte, es war die Neunte (Rudolstadt 2017; Regie: Reiner Heise)
- Don Quixote - Ballett - (Essen 2019)
- Du bist heute wie neu – Ein Manfred Krug Liederabend (Rudolstadt 2020; Regie: Reiner Heise)
- Herzog Blaubarts Burg (Essen 2022)

## Ausstellungen
- 1983: Ausstellung im Bad Hersfelder Stadtteil Asbach
- 1989: Kaltnadel-Gemeinschaftsausstellung in der Berliner Galerie „Bildfang“ (neben Lutz Friedel, Hans-Hendrik Grimmling, Johannes Grützke, Arno Waldschmidt und anderen).
- 2009: Ausstellung Wieder-Sehen des Hersfelder Kunstvereins im Kapitelsaal des Museums der Stadt Bad Hersfeld (neben Werner Assenmacher und Manuela Karin Knaut)
- 2010: Portraitwerke in einer Gemeinschaftsausstellung mit Karl-Heinz Moeller und Harald Wolff in der Galerie „Art–Dego“ (Detlef Gosselck) in Berlin
- 2015: Ich und Kaminski. Die Bilder zum Film. (Regie: Wolfgang Becker) Ausstellung im Bikini-Haus, Berlin

## Kunst für den öffentlichen Raum
- 1978 plastische Bemalung für die Fassade des Brauereigebäudes am Brink (früheres „Engelhardt-Haus“) in Bad Hersfeld
- 1996 Edelstahl-Skulptur Ikarus oder Der beflügelte Mensch, vor dem Akademiegebäude der Deutschen Gesetzlichen Unfallversicherung, Bad Hersfeld
- 1996 Beflügelter Mensch, Fresko im Akademiegebäude der Deutschen Gesetzlichen Unfallversicherung, Bad Hersfeld

## Buchillustrationen
- Heinrich Eduard Jacob: Mit dem Zeppelin nach Pernambuco - Con el zepelín a Pernambuco (Poetische Luftbilder einer ungewöhnlichen Reise – deutsch und spanisch). Berlin-Köpenick: Katzengraben-Presse 1992. ISBN 3-910178-06-5.
- Fritz Rudolf Fries: Don Quixote flieht die Frauen oder die apokryphen Abenteuer des Ritters von der traurigen Gestalt. Illustrationen von Manfred Gruber. Berlin-Köpenick: Katzengraben-Presse 1995. ISBN 3-910178-20-0.